# Castell de la Serrella (Castell de Castells)

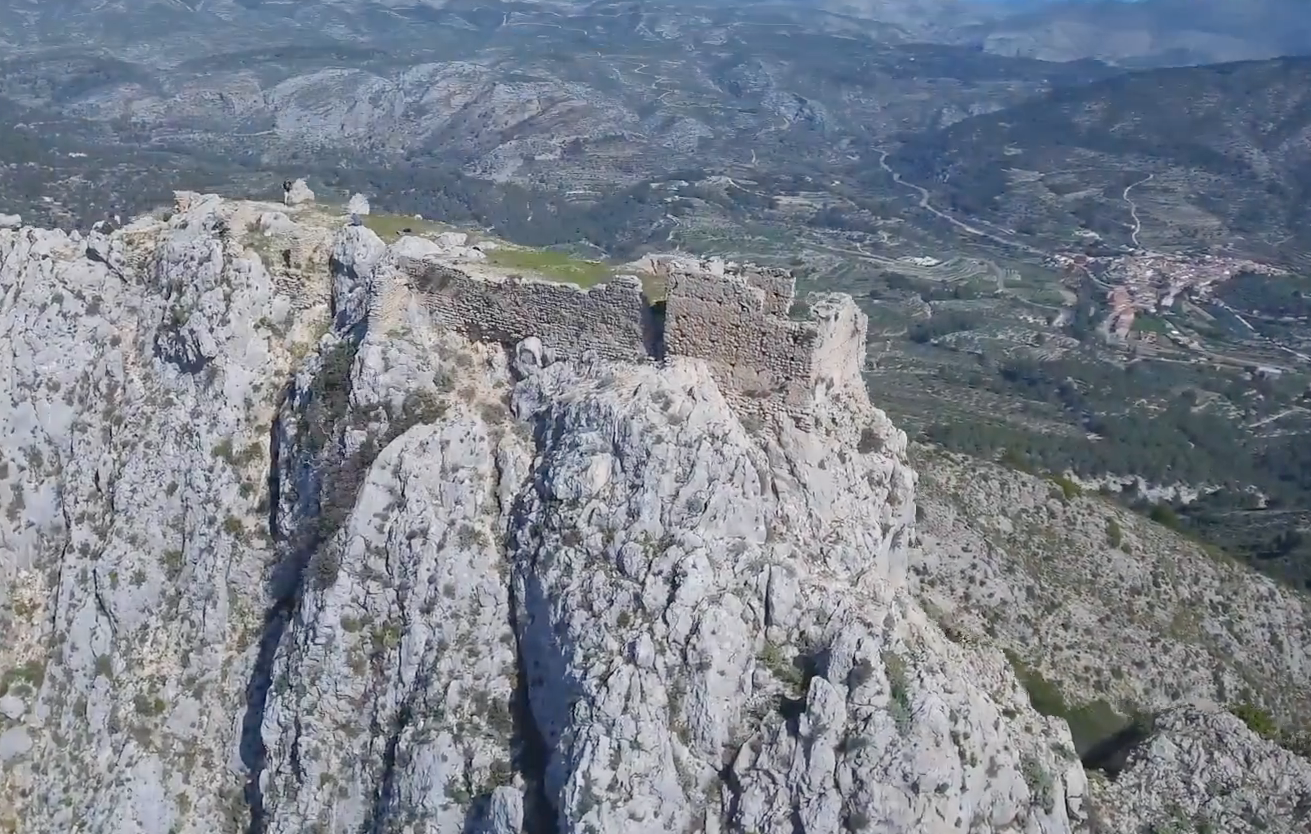
Castell de la Serrella. Al fons, Castell de Castells. Fotografia des del sud.

El castell de la Serrella es troba a la fita dels termes municipals de Beniardà i Castell de Castells, a la comarca de la Marina Alta, País Valencià, a una altura de 1.051 metres sobre la penya de Castellet. És un Bé d'Interès Cultural.
D'origen musulmà, (segle xi), després de la Reconquesta va ser abandonat. Actualment, tan sols es conserven algunes parts de la muralla, l'aljub i restes de la torre.

## Geografia
El castell està situat en el cim anomenat Penya Foradada, a 1.048 metres d'alçada, que forma part de la Serrella, serralada amb orientació nord-oest (Morro Regalls) a sud-oest (Serra de la Xortà-Sera d'Almèdia).
La Serrella forma el vessant nord de la vall del riu Guadalest, via d'entrada de la costa cap a l'interior de la comarca, causa probable de la construcció del castell. Alhora també domina el curs alt del riu Xaló.